# Pjetroshan
Pjetroshan är (albanska: Pjetroshan med böjningsformen Pjetroshani) en ort i Albanien.   Den ligger i prefekturen Qarku i Shkodrës, i den norra delen av landet, 110 km norr om huvudstaden Tirana. Pjetroshan ligger 95 meter över havet och antalet invånare är 1 216.
Terrängen runt Pjetroshan är platt åt sydväst, men åt nordost är den kuperad.  
Runt Pjetroshan är det ganska tätbefolkat, med 96 invånare per kvadratkilometer.